# Bell Buckle
Bell Buckle est une municipalité américaine située dans le comté de Bedford au Tennessee. Selon le recensement de 2010, Bell Buckle compte 500 habitants et s'étend sur 0,60 milles carrés (1,55 km2).

## Histoire
La localité est fondée en 1853 lorsque A. D. Fugitt cède une partie de ses terres pour la construction d'une gare. Bell Buckle devient une municipalité trois ans plus tard en 1856. Elle se développe grâce à sa situation entre Nashville et Chattanooga mais est durement touchée par la Grande Dépression. L'origine du nom de la ville est sujet à débat ; « bell » signifiant « cloche » et « buckle » signifiant « boucle ».
En 1976, le centre-ville historique et l'école Webb sont inscrits au Registre national des lieux historiques.